# بوب تشيك
بوب تشيك هو لاعب كرة قدم أسترالية وسياسي أسترالي، ولد في 13 مايو 1944 في لاونسستون في أستراليا. نشط حزبياً في حزب أستراليا الليبرالي (فرع تاسمانيا) ‏. وقد انتخب Leader of the Opposition (Tasmania) ‏ (20 أغسطس 2001 – 20 يوليو 2002) وانتخب عضو مجلس نواب تسمانيا ‏ عن دائرة دنيسون ‏ (24 فبراير 1996 – 20 يوليو 2002).